# Sebastian Rumniak

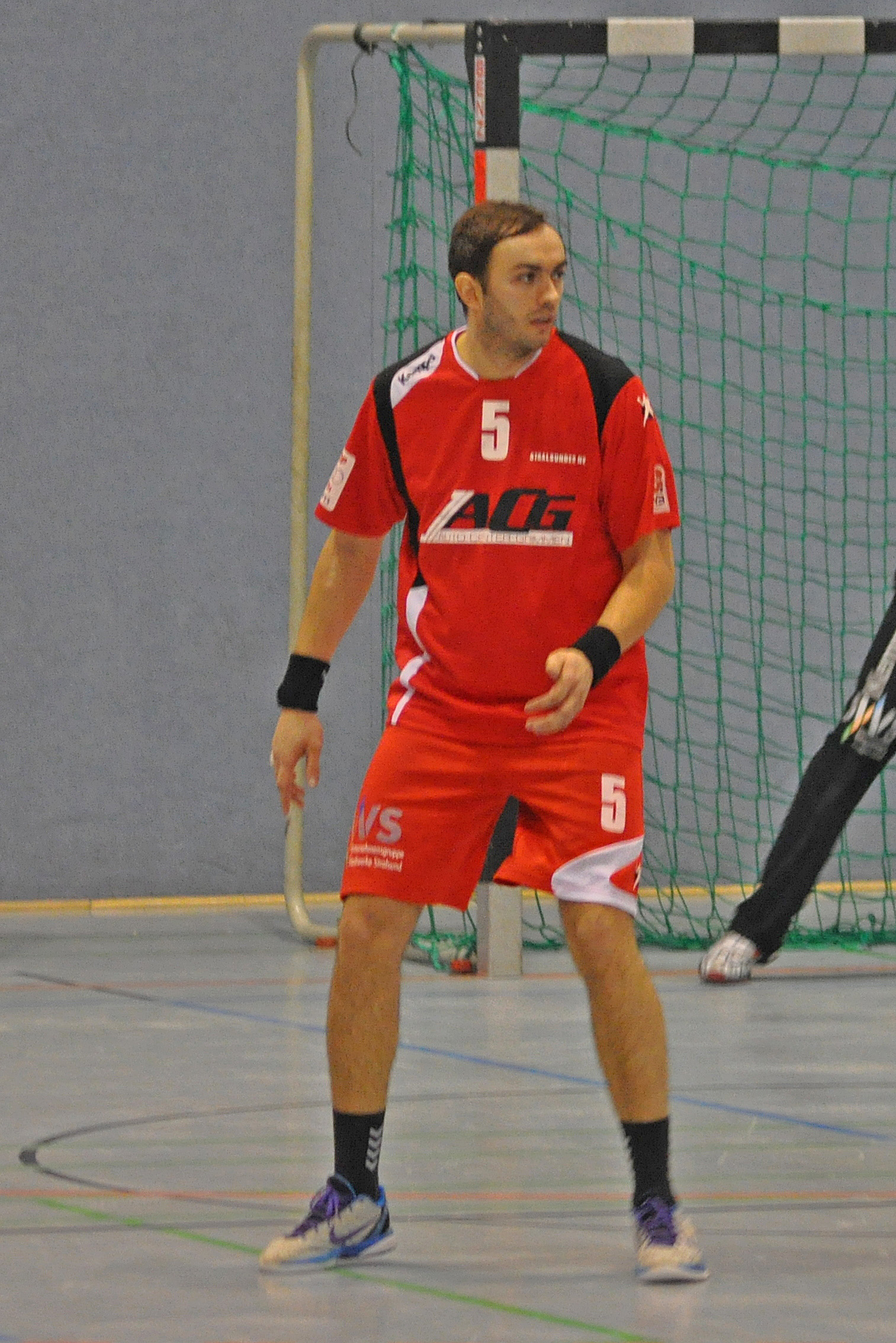
Sebastian Rumniak (2013)

Sebastian Rumniak (* 20. Januar 1985 in Wąbrzeźno, Polen) ist ein polnischer Handballspieler.
Der 1,93 Meter große und 83 Kilogramm schwere rechte Rückraumspieler spielte bis August 2010 bei Orlen Wisła Płock, anschließend bei Warmia Anders Group Społem Olsztyn und von April 2012 bis Februar 2013 bei NMC Powen Zabrze. Ab Februar 2013 stand er beim deutschen Drittligisten Stralsunder HV unter Vertrag; nach der Spielzeit 2012/2013 verließ er den Verein wieder. Zur Saison 2013/14 erhielt er ein Einjahresvertrag beim Zweitligisten HC Empor Rostock. Anschließend schloss er sich dem polnischen Verein PE Gwardia Opole an. Später war er erneut in Deutschland aktiv, so 2016 für den VfL Fredenbeck und 2017 die HSG Augustdorf/Hövelhof.
Mit Wisła Płock war er in den Jahren 2004, 2005, 2006 und 2008 Polnischer Meister und in den Jahren 2007 und 2009 Vizemeister; in den Jahren 2005, 2007 und 2009 gewann er mit diesem Verein auch den Polnischen Pokalwettbewerb. International war er damit im EHF-Pokal (2009/2010), der EHF Champions League (2004/2005, 2005/2006, 2006/2007 und 2008/2009) und im Europapokal der Pokalsieger (2003/2004, 2005/2006, 2006/2007 und 2007/2008) aktiv.
Sebastian Rumniak wurde auch für die polnische Männer-Handballnationalmannschaft nominiert.
Seit dem 23. Juni 2012 ist er verheiratet.